# Limite de Eddington

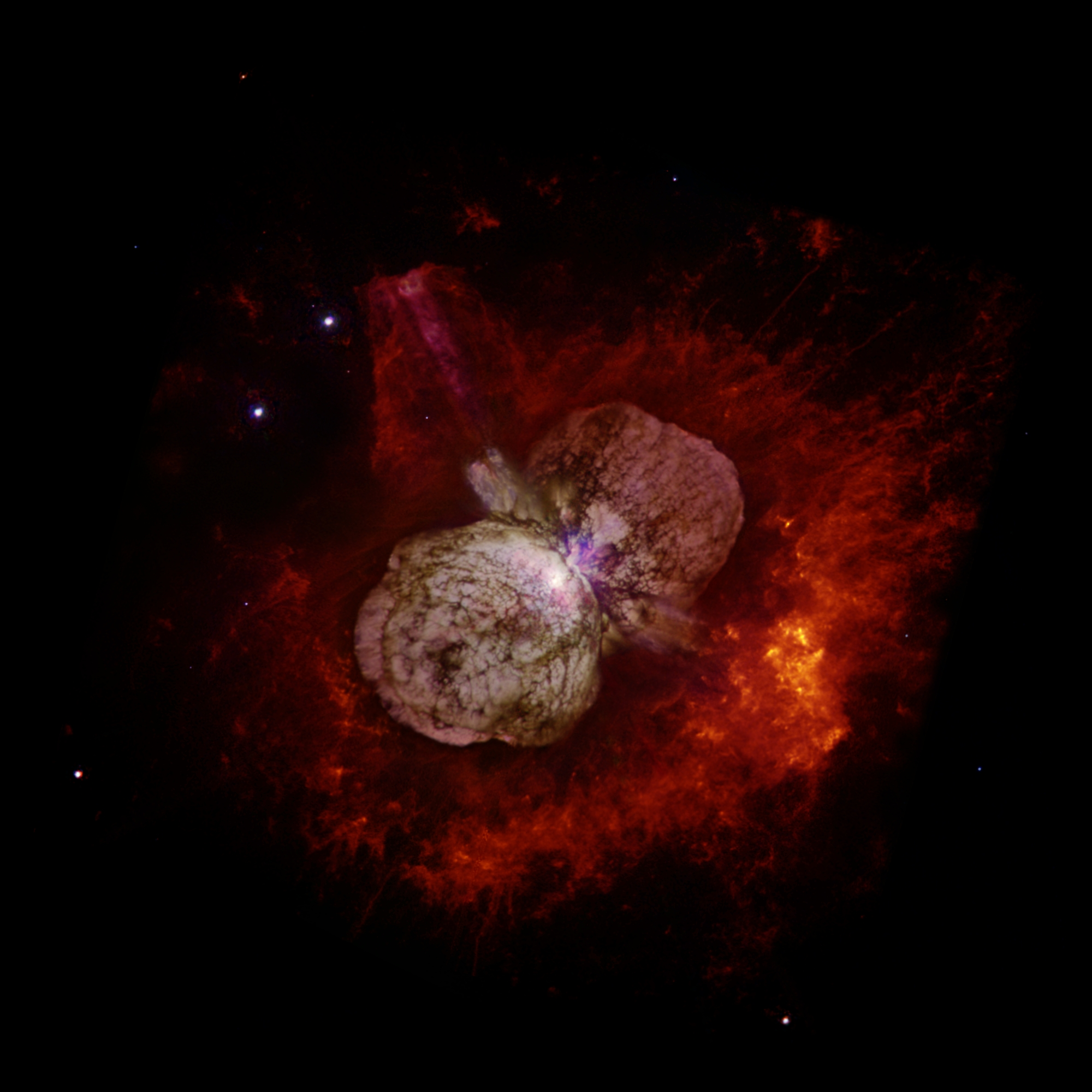
a estrela eta Carinae.

O Limite de Eddington representa a maior luminosidade que uma estrela com certa massa pode ter e ainda estar em equilíbrio hidrostático. Seu nome é uma homenagem ao astrofísico britânico Arthur Stanley Eddington.
Em estrelas de altíssima massa a pressão de radiação domina. O limite nesse sentido é que a pressão da radiação não pode ser maior do que a gravidade local; caso for maior não haverá equilíbrio hidrostático, causando perda de massa.
O limite de Eddington é função da massa do objecto e é normalmente expresso fazendo referência à massa e à luminosidade do Sol:
{\displaystyle L_{Eddington}=33.000{\frac {M}{M_{O}}}L_{O}}
onde
- LEddington é a luminosidade máxima
- M é a massa do objecto
- MO é a massa do Sol
- LO é a luminosidade do Sol

Pensa-se que a estrela Eta Carinae seja o típico exemplo do que ocorre quando é ultrapassado o limite de Eddington.